# Daniel Varsano
Daniel Varsano, né le 7 avril 1953 à Casablanca et mort le 9 mars 1988 à Paris, est un pianiste français.

## Biographie
Juive, sa famille quitte l'Espagne et vit notamment à Izmir et à Istanbul. Son grand-père, Vitalis Varsano, vient s'installer vers 1890 à Paris, puis il part vivre au Maroc à Casablanca, avec sa femme Rachel et ses deux enfants, Maurice et Nelly, où il dirige une société de transport. Son père se lance dans l'import-export du sucre et du thé et épouse Lydia Noguid qu'il a rencontrée en France, ils ont deux enfants : Daniel (1953-1988) et Serge (1955).
Daniel Varsano aurait dû succéder à son père, fondateur et propriétaire de la société Sucres et Denrées, mais il préfère la voie artistique. Très tôt, il est attiré par la musique, et particulièrement par le piano et le clavecin. En 1963, il étudie à l'Académie Marguerite Long. En 1969, il part pour les États-Unis et s'installe à Los Angeles. En 1973, il obtient son diplôme de concertiste et de musicologie à l'Université de Californie du Sud. Il fait ensuite de nombreux aller-retours entre la France et l'Amérique. À Paris, de 1972 à 1976, il étudie à la fois avec Pierre Sancan au Conservatoire national supérieur de musique et Magda Tagliaferro. Aux États-Unis, il travaille avec Rosalyn Tureck.
Daniel Varsano fait ses débuts de concertiste à Paris en 1974 lors d'un concert à la salle Gaveau. À cette époque, les Variations Goldberg de Bach et les Variations Diabelli de Beethoven sont ses chevaux de bataille. À propos des Variations Goldberg, la journaliste américaine Marcia Menter écrit : « Pour Daniel Varsano, les Variations Goldberg témoignent en même temps des vétilles du quotidien et de la grandeur de Dieu, ce qui est encore un exemple de la complexe dualité qui forme la base même de toute l'œuvre de Bach. Français mêlé de sang russe, une fascinante combinaison de rationalité et de romantisme, ce jeune homme semble jouer avec une déroutante facilité. Mais il suffit de lui parler pour comprendre combien il a décortiqué profondément et méticuleusement chaque note ».
En 1979, ce sera grâce à l'aide de ses deux amis Helyett de Rieux et Robert Toutan, alors Directeur des services de promotion de CBS Disques France, qu'il enregistrera pour ce label son premier album consacré aux Gnossiennes, aux Gymnopédies et d'autres pièces pour piano du compositeur français Erik Satie qui reçoit le Grand Prix du disque. Robert Toutan lui ouvre les portes de toutes les grandes émissions de variétés télévisées du moment, ce qui provoquera immédiatement des ventes importantes, l'album étant alors très demandé par un public populaire qui retrouve avec plaisir la première Gymnopédie immortalisée par le film Le Feu follet de Louis Malle en 1969. Aux États-Unis, l'album est très bien reçu : « Daniel Varsano, nouveau venu dans la déjà longue liste des interprètes de Satie, possède l'exacte sensibilité qui convient à sa musique », écrit Allen Hughes dans le New York Times. « Il n'essaie pas de faire d'elle autre chose que ce qu'elle est, mais ne tombe jamais dans l'indifférence. Son toucher et son tempo sont très sensibles mais sans mollesse; et il ne cherche pas la compromission facile, malgré l'incongruité de certains titres ».
À vingt-sept ans, il est intarissable sur le kapellmeister : « On se demande toujours si l'œuvre de Bach est uniquement réservée au piano », dit-il. « Mais cette interrogation nous vient du dix-neuvième siècle. Les musiciens de cette époque étaient préoccupés par la couleur de la musique alors que Bach ne l'était pas du tout. S'il l'avait été, je ne pense pas qu'il aurait passé sa vie à réorchestrer ou récrire ses œuvres pour différents instruments. On sait d'ailleurs, grâce à sa correspondance, qu'il a servi d'intermédiaire pour une vente de piano au Comte polonais Branitsky et que les Ricercars de L'Offrande musicale étaient écrits pour le piano ! »  « En fait », continue-t-il, « le point le plus important consiste dans le fait que cette musique est entièrement fondée sur la notion de structure. C'est comme l'architecture: si vous changez la couleur des pierres d'une église, en passant du beige au gris léger, vous ne modifierez en rien sa structure profonde et sa beauté car cela est enraciné. En fait, j'aimerais oser dire que la musique de Bach peut être jouée sur n'importe quel instrument ».
En 1980, Varsano enregistre alors pour CBS Masterworks un double album où les Variations Goldberg côtoient les Variations Diabelli. L'accueil est glacial : « Fallait-il pour traduire l'intemporalité de Bach, ce jeu glacé, au toucher systématique, qui confond force et sécheresse ? », s'interroge Jean-Michel Dieuaide. « Ces pages demandent une virtuosité infaillible que Daniel Varsano possède de toute évidence, mais aussi une invention de tous les instants, qui donne la vie (là même est l'esprit de la variation) : pourquoi avoir, aussi systématiquement, vidé l'ornementation de toute intention expressive ? Non seulement, elle ne sert à rien ici, mais la sensation de calcul qu'elle dégage, contribue à figer encore plus la musique. Quant à avoir transformé toutes les variations canoniques en mélodies accompagnées [...], outre le fait que ce procédé ne met jamais en évidence le caractère proprement canonique des pièces, c'est nier [...] les possibilités polyphoniques du piano. Non Bach n'est pas là ».
Reparti outre-Atlantique, il se replonge alors dans un tout autre monde, celui d'Erik Satie, que Magda Tagliaferro lui a transmis et dans lequel il va pleinement s'épanouir. Daniel Varsano fait ses débuts aux États-Unis en mars 1981 au Centre culturel New York’s 92nd Street Y avec Jean-Sébastien Bach. La critique est négative : « En gros, l'approche de M. Varsano est demeurée contenue jusqu’à tomber dans l’ascétisme », écrit Peter G. Davis. « Chaque variation a été vue comme une entité séparée, jouée avec un détachement olympien, une sérénité lisse mais, aussi, un soin minutieux pour clarifier les textures en contrepoint. (…) De fait, il a montré que le contrôle de son doigté est extraordinairement développé, mais bien qu’effectuée avec une remarquable discipline, sa lecture a été particulièrement ennuyeuse. En résumé, nous avons entendu une approche réfléchie mais particulièrement plate de Bach ». Varsano part en tournées : Afrique du Sud, Indonésie, Japon. De retour en France, il retrouve Magda Tagliaferro, alors âgée de plus de quatre-vingts ans, et enregistre avec elle un album dédié à Fauré où tous deux jouent la suite à quatre mains Dolly, la Ballade dans sa version à deux pianos et quelques autres pièces solo. L'album reçoit, à son tour, le Grand Prix du disque.
Collectionneur d'art, Daniel Versano possédait notamment La toilette de Vénus de François Boucher, Le lever du jour et Le Nocturne de Claude Joseph Vernet.

## Décès

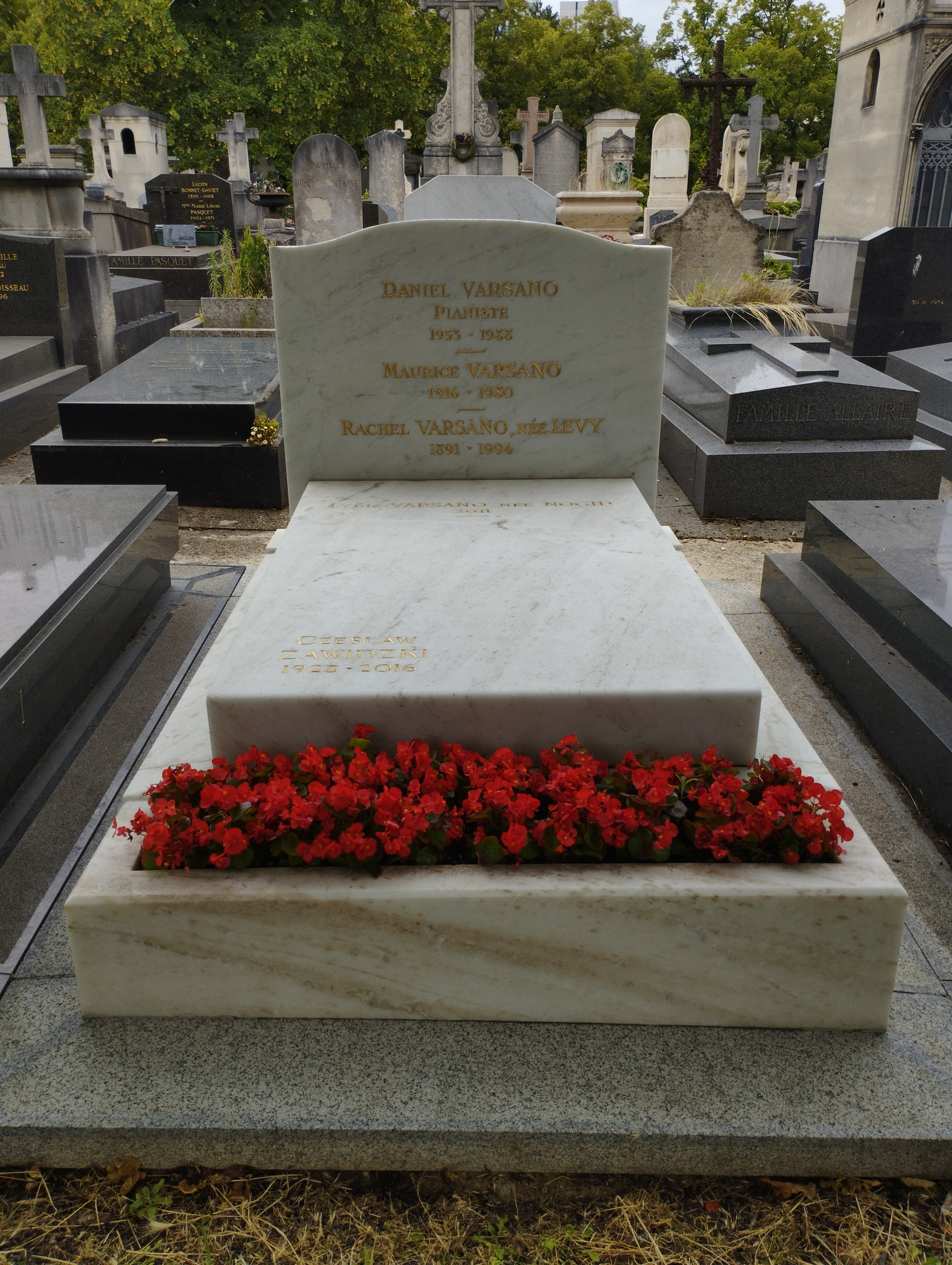
Tombe de Daniel Varsano au cimetière du Montparnasse (division 8).

Au début des années 1980 on le retrouve alors souvent dans les soirées parisiennes en compagnie de ses amis Alice Sapritch et  Thierry Le Luron, avec lequel il entame une relation amoureuse. À l'aube d'une tournée aux États-Unis, on le retrouve à l'anniversaire de Nicky Nancel, alors directrice du théâtre des Bouffes-Parisiens, au milieu d'une foule de VIP hétéroclites comptant Ludmila Tchérina ou Line Renaud.
Atteint par le virus du sida, Daniel Varsano meurt à Paris en 1988, un an et trois mois après Thierry Le Luron, à presque trente-cinq ans. Il est enterré au cimetière du Montparnasse (division 8) dans la même ville.

## Discographie

### Erik Satie
- Gnossiennes et Gymnopédies (enregistrement de 1979), Sony 2000 plusieurs fois réédité

### Ludwig van Beethoven
- Variations Diabelli, CBS "Master Works" 76251, 1980 réédition Sony 1995

### Gabriel Fauré
- Dolly, op.56 pour quatre mains et Ballade op.19 pour deux pianos (Daniel Varsano et Magda Tagliaferro) CBS -LP- 1981